# Marcelo Antelo

Marcelo Alejandro Antelo (nascido em 1988), conhecido como El Asesino de San la Muerte, é um assassino em série argentino, responsável pelo assassinato de pelo menos quatro pessoas no bairro Flores em Buenos Aires entre fevereiro e agosto de 2010. Supostamente cometendo-os em nome do santo pagão São Morte, ele foi condenado à prisão perpétua por seus crimes.

## Primeiros anos
Marcelo Antelo, muitas vezes chamado de "Marcelito", cresceu em uma casa instável - sua avó era alcoólatra, assim como seu pai Alberto, que também era viciado em drogas. Sua mãe o espancava com frequência e acabou por o expulsar de casa devido ao jovem Marcelo também ser fortemente viciado em paco. Abandonado pelos pais, foi morar com um tio que amava muito, mas o homem logo morreu em um ajuste de contas, deixando o pequeno Antelo sozinho e indefeso.
Entre os 17 e os 19 anos, Marcelo passou em vários centros de reabilitação para seu vício, sem no entanto obter sucesso. Aos 20 anos, ele foi expulso pela namorada grávida Brenda depois de ela se cansar de ser maltratada. Isolado e sem abrigo, o vício em drogas de Marcelo se agravou, enquanto perambulava pelo conjunto habitacional Rivadavia, no bairro de Flores. Ele acabou se juntando a uma igreja chamada "Igreja de Deus em Força", onde se envolveu em orações e atividades de culto para acabar com seus hábitos. Porém, mais uma vez, não teve sucesso. Como frequentemente brigava com traficantes, Antelo acabou perdendo um dos rins durante um tiroteio.

## Vítimas
Em 21 de fevereiro de 2010, Marcelo cometeu seu ataque, atirando nas pernas de Jorge Díaz durante uma tentativa de assalto. Díaz sobreviveu e Antelo foi condenado por roubo e tentativa de homicídio, mas foi libertado pouco depois. Em seus ataques subsequentes, ele atacou à noite, quando havia pouca visibilidade e ele não podia ser visto.

### Rodrigo Ezcurra
Estudante de filosofia de 27 anos que também estudava direito e já havia trabalhado em um tribunal, Ezcurra era um viciado em drogas que morava com seu pai Horacio em Palermo. Aspirando a mudar sua vida depois de uma longa viagem pelo México, Ezcurra começou a terapia para tratar seu vício dois meses antes de seu assassinato. Mas em 11 de abril de 2010, por volta das 2 horas da manhã, ele se deparou em um beco com uma gangue de jovens liderados por Antelo. Eles queriam roubar seus pertences e, apesar de não oferecer qualquer resistência, foi baleado no peito por Antelo, falecendo no local. A bicicleta e o celular de Ezcurra foram então roubados pelos criminosos, que, sem que eles soubessem, foram vistos por várias testemunhas e até gravados por uma.

### Ataque a Darío Romero
Em 24 de junho, Antelo decidiu atacar Darío Romero, um homem que morava com ele. Enquanto passeava pelo bairro, ele se deparou com Romero, que planejava jogar futebol em um campo próximo. Antelo gritou seu nome e imediatamente atirou na mão dele com uma espingarda. Romero sobreviveu e Antelo foi preso e condenado por causar ferimentos graves. Novamente, ele foi liberado depois de algum tempo.

### Jorge Mansilla
Em 8 de agosto de 2010, Antelo queria se vingar de Jorge Héctor Mansilla, um ex-colega de apartamento que o expulsou por causa de seu vício em drogas. Antelo tocou a campainha e, quando Mansilla atendeu, foi morto imediatamente.
Poucas horas depois, Antelo atirou no mecânico Mario Jorge Quiero, depois que ele tentou cobrar uma dívida por um acordo fracassado com o carro de um amigo. Quiero conseguiu no entanto escapar, com Antelo abandonando a ideia de acabar com ele.

### Pablo Zaniuk e Marcelo Cabrera
Poucos dias depois, em 15 de agosto, Antelo encontrou dois amigos, Pablo Zaniuk e Marcelo Cabrera. Usando suas armas, ele atirou no rosto de Zaniuk antes de matar Cabrera, atirando nele um total de nove vezes pelo corpo.

### Vítimas suspeitas
Inicialmente, Antelo seria processado por um quinto assassinato, o de um homem chamado Santos Valeroso Vargas, mas não foi condenado neste caso. Além disso, ele é suspeito, mas nunca foi formalmente acusado, dos assassinatos do mendigo Pablo Villa e de um jovem não identificado conhecido simplesmente como "El Diablo", que foram baleados e seus corpos posteriormente queimados. É possível que Antelo também tenha cometido outros assassinatos na área.

## Detenção e julgamento
Perto do final do mês, Antelo foi capturado pela polícia e colocado na prisão.  Seu julgamento começou em 6 de agosto de 2012 e, embora apenas as famílias das vítimas estivessem presentes, alguns parentes do lado de fora reuniram uma multidão incentivando uma condenação e lançando insultos a Antelo, inclusive distribuindo panfletos que o chamavam de assassino. Enquanto isso, o próprio Antelo negou qualquer responsabilidade nos assassinatos, acusando a polícia de "plantar" uma pistola 9mm em sua casa para ter um bode expiatório para os crimes não resolvidos. Ele também negou acreditar em um santo pagão. No entanto, o júri não ficou convencido, pois havia muitas evidências que contradiziam suas alegações, incluindo perícia balística e depoimentos de testemunhas. O juiz Federico Salvá o condenou à prisão perpétua, o que não suscitou nenhuma reação emocional de Antelo.